# Episodi di Shin Chan (1996)
Questi sono gli episodi della serie anime Shin Chan mandati originariamente in onda nel 1996. Alcuni di questi episodi, quelli che nella lista presentano il titolo italiano, sono arrivati in Italia.
Ogni episodio è diviso in mini-episodi della durata di circa 10 minuti l'uno.

## Episodi
| Nº Ja       | Nº It | Titolo italiano Titolo giapponese 「Kanji」 - Rōmaji | In onda           | In onda                                                                                   |
| Nº Ja       | Nº It | Titolo italiano Titolo giapponese 「Kanji」 - Rōmaji | Giapponese        | Italiano                                                                                  |
| 172         | –     | 「おモチはあきたゾ」 - O-mochi wa akita zo 「七草ガユを食べるゾ」 - Nanakusa gayu wo taberu zo 「父ちゃんのこづかいがないゾ」 - Tō-chan no kodzukai ga nai zo | 8 gennaio 1996    | —                                                                                         |
| 173         | –     | 「母ちゃんの成人式だゾ」 - Kaa-chan no seijin shiki da zo 「こたつから出ないゾ」 - Kotatsu kara denai zo 「父ちゃんとデパートだゾ」 - Tō-chan to depaato da zo | 15 gennaio 1996   | —                                                                                         |
| 174         | –     | 「母ちゃんの減量だゾ」 - Kaa-chan no genryō da zo 「アクション仮面 悪の天才！ツバインバッハ」 - Action Kamen: Aku no tensai! Zweinbach 「母ちゃんが事故ったゾ」 - Kaa-chan ga jikotta zo | 22 gennaio 1996   | —                                                                                         |
| 175         | –     | 「オラの本気の恋だゾ」 - Ora no honki no koi da zo 「オラの恋の告白だゾ」 - Ora no koi no kokuhaku da zo 「シロとかくれんぼだゾ」 - Shiro kakurenbo da zo | 29 gennaio 1996   | —                                                                                         |
| 176         | –     | 「父ちゃんと二人だゾ」 - Tō-chan to futari da zo 「一人でボール遊びだゾ」 - Hitori de booru asobi da zo 「おパンツ泥棒が出たゾ」 - O-pantsu dorobō ga deta zo | 5 febbraio 1996   | —                                                                                         |
| 177         | –     | 「おねいさんをご招待だゾ」 - Oneesan wo go-shōdai da zo 「ローラー初すべりだゾ」 - Rooraa hatsu suberi da zo 「ローラーで対決だゾ」 - Rooraa de taiketsu da zo | 12 febbraio 1996  | —                                                                                         |
| 178         | –     | 「おねいさんちへ行くゾ」 - Oneesan chi e iku zo 「アクション仮面 最大の危機！あばかれた弱点」 - Action Kamen - Saidai no kiki! Abakareta jakuten 「たずね犬をさがすゾ」 - Tazune inu wo sagasu zo | 19 febbraio 1996  | —                                                                                         |
| 179         | –     | 「一寸ぼうしんちゃんだゾ」 - Issunbō Shin-chan da zo 「ガラスを割ったゾ」 - Garasu wo watta zo 「夕食のお金がないゾ」 - Yūshoku no o-kane ga nai zo | 26 febbraio 1996  | —                                                                                         |
| 180         | –     | 「オラ帰りたくないゾ」 - Ora kaeritakunai zo 「ドキドキの外泊だゾ」 - Dokidoki no gaihaku da zo 「ラジカセ君のシジツだゾ」 - Rajikase-kun no shijitsu da zo | 4 marzo 1996      | —                                                                                         |
| 181         | –     | 「おサルが乱入したゾ」 - O-saru ga rannyū shita zo 「オラの髪が伸びたゾ」 - Ora no kami ga nobita zo 「アクション仮面 命をかけて！最後の決戦」 - Action Kamen – Inochi wo kakete! Saigo no kessen | 11 marzo 1996     | —                                                                                         |
| 182         | –     | 「クツみがきをするゾ」 - Kutsu migaki wo suru zo 「かわいいくつみがき屋さんだゾ」 - Kawaii kutsu migakiya-san da zo 「風間君の秘密ノートだゾ」 - Kazama-kun no himitsu nooto da zo | 18 marzo 1996     | —                                                                                         |
| Speciale 12 | –     | 「桃太郎のお供だゾ」 - Momotarō no otomo da zo 「爆笑連発ギャグだゾ」 - Bakushō renpatsu gyagu da zo 「シロののどかな一日だゾ」 - Shiro no nodoka na ichi nichi da zo 「復活！地獄のセールスレディだゾ」 - Fukkatsu! Jigoku no seerusuredi da zo | 12 aprile 1996    | —                                                                                         |
| 183         | –     | Ritardi a scuola 「チコクの新記録だゾ」 - Chikoku no shinkiroku da zo Vendita per corrispondenza 「通販はクセになるゾ」 - Tsūhan wa kuse ni naru Non riesco a dormire 「平和な眠りだゾ」 - Heiwa na nemuri da zo | 19 aprile 1996    | 2005-2007                                                                                 |
| 184         | –     | 「よしなが先生の春は近いゾ」 - Yoshinaga-sensei no haru wa chikai zo 「タクシーで買い物だゾ」 - Takushii de kaimono da zo 「オラはおやつ長者だゾ」 - Ora wa o-yatsu chōja da zo | 26 aprile 1996    | —                                                                                         |
| 185         | –     | Finalmente in vacanza 「オラ達家族で北海道へ行くゾ」 - Ora-tachi kazoku de Hokkaidō e iku zo Indigestione 「北海道を食べちゃうゾ」 - Hokkaidō wo tabechau zo Le gioie della campagna 「レンタカーがこわれたゾ」 - Rentakaa ga kowareta zo | 3 maggio 1996     | 2005-2007                                                                                 |
| 186         | –     | 「クマさんの牧場を見物するゾ」 - Kuma-san no bokujō wo kenbutsu suru zo 「露天風呂でくつろぐゾ」 - Rotenburo de kutsurogu zo 「北海道とサヨナラだゾ」 - Hokkaidō to sayonara da zo | 10 maggio 1996    | —                                                                                         |
| 187         | –     | 「世界迷作？フラダンスの犬だゾ」 - Sekai meisaku? Furadansu no inu da zo 「女子高の文化祭だゾ」 - Joshikō no bunkasai da zo 「新車は見るだけだゾ」 - Shinsha wa miru dakeda zo | 17 maggio 1996    | —                                                                                         |
| 188         | –     | 「新車を買う気になったゾ」 - Shinsha wo kau ki ni natta zo 「田植えは楽しいゾ」 - Taue wa tanoshii zo 「おしっこの作法はむずかしいゾ」 - Oshikko no sahō wa muzukashii zo | 24 maggio 1996    | —                                                                                         |
| 189         | –     | 「ついに新車を買ったゾ」 - Tsui ni shinsha wo katta zo 「ペットをお助けに出動するゾ」 - Petto wo o-tasuke ni shutsudō suru zo 「おそば屋さんで外食だゾ」 - O-sobaya-san de gaishoku da zo | 7 giugno 1996     | —                                                                                         |
| 190         | –     | 「父ちゃん母ちゃん最大の危機だゾ」 - Tō-chan kaa-chan saidai no kiki da zo | 14 giugno 1996    | —                                                                                         |
| 191         | –     | Sono una ballerina 「オラと母ちゃんのバレエだゾ」 - Ora to kaa-chan no baree da zo Una giornata ideale 「おねいさんと鬼ごっこだゾ」 - Oneesan to onigokko da zo Novità in famiglia 「母ちゃんが死んじゃう？ゾ」 - Kaa-chan ga shinjau? zo | 21 giugno 1996    | 2005-2007                                                                                 |
| 192         | –     | 「オラは孫悟空だゾ」 - Ora wa Son Gokū da zo 「有名まんが家のサインが欲しいゾ」 - Yūmei mangaka no sain ga hoshii zo 「人工呼吸をならうゾ」 - Jinkōkokyū wo narau zo | 28 giugno 1996    | —                                                                                         |
| 193         | –     | Mamma è incinta 「母ちゃんはにんしん3カ月だゾ」 - Kaa-chan wa ninshin san ka getsu da zo La collezione 「オラのコレクションだゾ」 - Ora no korekushon da zo Una giornata in libreria 「立ち読みはやめられないゾ」 - Tachiyomi wa yamerarenai zo | 5 luglio 1996     | 2005-2007                                                                                 |
| 194         | –     | Aspettando il fratellino 「胎教にご協力するゾ」 - Taikyō ni go-kyōryoku suru zo Kazama è innamorato 「風間君が恋しちゃったゾ」 - Kazama-kun ga koishichatta zo Come la conquisto? 「恋する風間君をお助けするゾ」 - Koi suru Kazama-kun wo o-tasuke suru zo | 12 luglio 1996    | 2005-2007                                                                                 |
| 195         | –     | 「怪談・雪女はおそろしいゾ」 - Kaidan – Yuki onna wa osoroshii zo 「よしなが先生うれし泣きだゾ」 - Yoshinaga-sensei ureshi naki da zo 「歯医者さんはこわいゾ」 - Haisha-san wa kowai zo | 19 luglio 1996    | —                                                                                         |
| 196         | –     | Voglio una mamma nuova 「新しいママを作ったゾ」 - Atarashii mama wo tsukutta zo Guerra tra maestre 「プールで宝さがしだゾ」 - Pūru de takara sagashi da zo Il mese della mamma incinta 「妊しん母ちゃんを大切にするゾ」 - Ninshin kaa-chan wo taisetsu ni suru zo | 26 luglio 1996    | 2005-2007                                                                                 |
| 197         | –     | Gita in montagna 「遠足で山に登るゾ」 - Ensoku de yama ni noboru zo Ci siamo persi 「山でソーナンしちゃったゾ」 - Yama de sōnan shichatta zo Tecniche di sopravvivenza 「みんなでサバイバルするゾ」 - Minna de sabaibaru suru zo | 2 agosto 1996     | 2005-2007                                                                                 |
| 198         | –     | Buone maniere 「お上品はキュークツだゾ」 - O-jōhin wa kyūkutsu da zo La lepre e la tartaruga 「ウサギとしんちゃん亀の競争だゾ」 - Usagi to Shin-chan Game no kyōsō da zo Le ragazze Kamikaze 「プールでバイトの紅さそり隊だゾ」 - Pūru de baito no beni sasori tai da zo | 9 agosto 1996     | 2005-2007                                                                                 |
| Speciale 13 | –     | 「ぶりぶりざえもんの冒険 風雲妖怪城」 - Buriburi zaemon no bōken - fuuun youkai shiro | 16 agosto 1996    | —                                                                                         |
| 199         | –     | Vorrei un fratellino 「赤ちゃんは男か女だゾ」 - Aka-chan wa otoko ka onna da zo Come ti salvo il fumetto? 「有名マンガ家のアシスタントだゾ」 - Yūmei mangaka no ashisutanto da zo Al parco con papozzo 「父ちゃんと公園で遊ぶゾ」 - Tō-chan to kōen de asobu zo | 23 agosto 1996    | 2005-2007                                                                                 |
| 200         | –     | Lettera d'amore 「父ちゃんがラブレターもらったゾ」 - Tō-chan ga raburettaa moratta zo Attrazione innocente 「ラブレターで災難だゾ」 - Raburettaa de sainan da zo Divertiamoci al parco 「公園デビューにつきあうゾ」 - Kōen debiyū ni tsuki au zo | 30 agosto 1996    | 2005-2007                                                                                 |
| 201         | –     | Un sacco di guai 「マサエおばさんがまた来たゾ」 - Masae obasan ga mata kita zo Alla ricerca di un fidanzato 「恋するオトメのミホちゃんだゾ」 - Koi suru otome no Miho-chan da zo Prove generali 「出産のリハーサルをするゾ」 - Shussan no rihaasaru wo suru zo | 6 settembre 1996  | 2005-2007                                                                                 |
| 202         | –     | La storia di Shinocchio 「世界迷作しんのキオだゾ」 - Sekai meisaku Shinnokio da zo Recupero della palla 「ボールをとりもどすゾ」 - Booru wo torimodosu zo Shin guardia del corpo 「母ちゃんのボディーガードをするゾ」 - Kaa-chan no bodigaado wo suru zo | 13 settembre 1996 | 2005-2007                                                                                 |
| Speciale 14 | –     | 「超ヒーロー鉄骨しんちゃんだゾ」 - Chō hiiroo tekkotsu Shin-chan da zo 「父ちゃんもがんばってるゾ」 - Tō-chan mo ganbatteru zo Un nuovo arrivo 「赤ちゃんが生まれそうだゾ」 - Aka-chan ga umare sō da zo La lunga attesa 「赤ちゃんが生まれるゾ」 - Aka-chan ga umareru zo La nascita di Himawari! 「赤ちゃんが生まれたゾ」 - Aka-chan ga umareta zo 「オールスター夢のコント祭だゾ」 - Oorusutaa yume no konto matsuri da zo | 27 settembre 1996 | — 15 giugno 2009 —                                                                        |
| 203         | –     | Il fratellone 「赤ちゃんのお帰りだゾ」 - Aka-chan no o-kaeri da zo Il baby-sitter 「赤ちゃんをあやすゾ」 - Aka-chan wo ayasu zo Ho sonno! 「眠くて眠くて眠たい一日だゾ」 - Nemukute nemukute nemutai ichi nichi da zo | 11 ottobre 1996   | 2005-2007                                                                                 |
| 204         | –     | 「家族4人の記念写真だゾ」 - Kazoku yonnin no kinenshashin da zo 「赤ちゃんの名前を考えるゾ」 - Aka-chan no namae wo kangaeru zo 「赤ちゃんの名前が決まったゾ」 - Aka-chan no namae ga kimatta zo 「（赤ちゃんの名前発表）」 - (Aka-chan no namae happyō) | 18 ottobre 1996   | —                                                                                         |
| 205         | –     | 「オラはやさしいお兄ちゃんだゾ」 - Ora wa yasashii oniichan da zo 「決闘！紅さそり隊だゾ」 - Kettō! Beni sasori tai da zo 「夜中におむつを買いに行くゾ」 - Yonaka ni o-mutsu wo kai ni iku zo | 25 ottobre 1996   | —                                                                                         |
| 206         | –     | Visita guidata 「ひまわりをご紹介するゾ」 - Himawari wo go-shōkai suru zo Picnic movimentato 「おねいさんとピクニックだゾ」 - Oneesan to pikunikku da zo Malintesi e risate 「園長先生の家庭訪問だゾ」 - Enchō-sensei no katei hōmon da zo | 1º novembre 1996  | 2005-2007                                                                                 |
| 207         | –     | 「シロと一緒にカケオチするゾ」 - Shiro to issho ni kakeochi suru zo 「とーげいに挑戦するゾ」 - Tōkei ni chōsen suru zo 「母ちゃんはポイント好きだゾ」 - Kaa-chan wa pointo suki da zo | 8 novembre 1996   | —                                                                                         |
| 208         | –     | 「オラは子守上手だゾ」 - Ora wa komori jōzu da zo 「有名マンガ家と本屋さんだゾ」 - Yūmei mangaka to hon'ya-san da zo 「オラだけの銀行口座を作ったゾ」 - Ora dake no ginkō kōza wo tsukutta zo | 15 novembre 1996  | —                                                                                         |
| 209         | –     | 「九州のじいちゃん達が来たゾ」 - Kyūshū no jii-chan tachi ga kita zo 「二人のじいちゃんと出かけるゾ」 - Futari no jii-chan to dekakeru 「オラはサラリーマンしんのすけだゾ」 - Ora wa Sarariiman Shinnosuke da zo | 22 novembre 1996  | —                                                                                         |
| 210         | –     | 「二人のじいちゃんの対決だゾ」 - Futari no jii-chan no taiketsu da zo 「実録おままごとだゾ」 - Jitsuroku o-mamagoto da zo 「お見合いに燃えるまつざか先生だゾ」 - O-miai ni moeru Matsuzaka-sensei da zo | 29 novembre 1996  | —                                                                                         |
| 211         | –     | 「サラリーマンしんのすけ接待は楽しいゾ」 - Sarariiman Shinnosuke settai wa tanoshii zo 「ひまわりの初めての注射だゾ」 - Himawari no hajimete no chūsha da zo 「デパートで子守だゾ」 - Depaato de komori da zo | 6 dicembre 1996   | —                                                                                         |
| 212         | –     | 「二人のじいちゃんがまた来たゾ」 - Futari no jii-chan ga mata kita zo 「和菓子強盗をふせぐゾ」 - Wagashi gōtō wo fusegu zo 「まつざか先生のこりないお見合いだゾ」 - Matsuzaka-sensei no korinai o-miai da zo | 13 dicembre 1996  | —                                                                                         |
| 213         | –     | 「小学生とクリスマス会だゾ」 - Shōgakusei to kurisumasu kai da zo 「クリスマスにはケーキだゾ」 - Kurisumasu ni wa keeki da zo 「サンタのプレゼントが楽しみだゾ」 - Santa no purezento ga tanoshimi da zo | 20 dicembre 1996  | —                                                                                         |
| Speciale 15 | –     | L'ispettore Nohara entra in azione (parte prima) 「野原刑事の事件簿だゾ」 - Nohara keiji no jikenbo da zo Un cuoco provetto 「少年鉄人と料理対決だゾ」 - Shōnen tetsujin to ryōri taiketsu da zo L'ispettore Nohara entra in azione (parte seconda) 「野原刑事の事件簿２だゾ」 - Nohara keiji no jikenbo 2 da zo Le pulizie generali 「みんなで大そうじだゾ」 - Minna de oosōji da zo L'ispettore Nohara entra in azione (parte terza) 「野原刑事の事件簿３だゾ」 - Nohara keiji no jikenbo 3 da zo L'ultimo dell'anno 「今年一年のふりかえりだゾ」 - Konnen ichinen no furikaeri da zo | 27 dicembre 1996  | 17 giugno 2009 16 giugno 2009 17 giugno 2009 16 giugno 2009 17 giugno 2009 16 giugno 2009 |